# Ali Gerba
Ali Ngon Gerba (Yaoundé, 4 settembre 1981) è un ex calciatore camerunese naturalizzato canadese, che giocava come attaccante.